# Roland Feldmann
Roland Feldmann (* 29. Dezember 1956 in Ronneburg; † 15. Mai 1988 bei Hirschberg (Saale)) war ein Todesopfer an der innerdeutschen Grenze.

## Leben
Roland Feldmann und seine Frau lebten in Gera. Nachdem ihnen am 13. Mai 1988 mitgeteilt wurde, dass ihr Antrag auf Ausreise aus der DDR chancenlos sei, versuchten sie zusammen am frühen Morgen des 15. Mai 1988, mit zwei ihrer drei Kinder in einem gestohlenen Barkas B 1000 die Grenze im Bereich des Grenzüberganges Rudolphstein/Hirschberg zu überwinden. Nach dem Durchbrechen des Schlagbaums der Vorkontrolle prallte das Fahrzeug gegen den heruntergelassenen Sperrschlagbaum, wobei Roland Feldmann ums Leben kam. Seine Frau und die Kinder wurden schwer verletzt. Frau Feldmann war nach ihrer Genesung von April bis Dezember 1989 in der Haftanstalt Hoheneck inhaftiert.